# سوردوک
سوردوک (به صربی: Surduk) یک منطقهٔ مسکونی در صربستان است که در Stara Pazova Municipality واقع شده‌است. سوردوک ۳۴٬۶ کیلومتر مربع مساحت و ۱٬۵۸۹ نفر جمعیت دارد و ۱۰۹ متر بالاتر از سطح دریا واقع شده‌است.